# International Law Association
L'International Law Association (ILA) è un'organizzazione senza scopo di lucro con sede in Gran Bretagna che - secondo la sua costituzione - promuove "lo studio, la chiarificazione e lo sviluppo del diritto internazionale" e "l'appoggio alla comprensione e al rispetto internazionale del diritto internazionale".
L'ILA è stata fondata a Bruxelles nel 1873 e la sua sede attuale è a Londra. Tiene conferenze biennali (una volta ogni 2 anni) e pubblica relazioni dello stesso per l'uso della comunità internazionale. I membri così come gli estranei possono partecipare alla conferenza, a un costo. L'ILA mantiene diversi comitati e gruppi di studio che analizzano aspetti specifici del diritto internazionale. I risultati di questi gruppi sono distribuiti ai suoi membri più volte all'anno.
La 78a conferenza biennale dell'ILA si è svolta nell'agosto 2018 a Sydney, in Australia.

## Filiali
L'ILA opera attraverso filiali regionali ma spesso limitate a un solo stato. Ci sono attualmente 62 filiali.